# Cranoglanis
Famille
Genre
Cranoglanis est le seul genre de poissons-chats (ordre des siluriformes) de la famille des Cranoglanididés.
On les surnomme aussi les Poissons-chats à tête d'armure. Cette famille et ce genre ne contienne que trois espèces. Ce sont des poissons d'eau courante que l'on trouve en Chine et au Viet-Nam.

## Liste des espèces
Selon FishBase (29 octobre 2017) :
- Cranoglanis bouderius (Richardson, 1846)
- Cranoglanis caolangensis Nguyen, 2005
- Cranoglanis henrici (Vaillant, 1893)
- Cranoglanis multiradiatus (Koller, 1926)
- Cranoglanis songhongensis Nguyen, 2005

Selon World Register of Marine Species (29 octobre 2017) :
- Cranoglanis bouderius (Richardson, 1846)
- Cranoglanis caolangensis Nguyen, 2005
- Cranoglanis songhongensis Nguyen, 2005